# Onthophagus orbicularis
Onthophagus orbicularis là một loài bọ cánh cứng trong họ Bọ hung (Scarabaeidae).